# Ulaqchi Khan
Ulaqchi Khan (mongolisch Улаагч Хаан Ulaagtsch Chaan, tatarisch Улакчы хан, * 1247; † 1257), auch als Ulaqchi das Kind oder Olagchi bekannt, war 1257 als zehnjähriger Knabe Khan der Blauen Horde geworden.
Es ist nicht klar, ob es sich um einen Sohn, oder einen Bruder Sartaqs handelte. Es ist ebenfalls nicht geklärt, ob er zu Tode kam oder einfach nur abgesetzt wurde. Zumindest ließ Berke Khan seinerzeit Borakchin Khatun, Batus Witwe, hinrichten, was auf Machtkämpfe hindeutet, auch angesichts des wahrscheinlich gewaltsamen Todes Sartaqs.
| Vorgänger   | Amt                          | Nachfolger |
| ----------- | ---------------------------- | ---------- |
| Sartaq Khan | Khan der Goldenen Horde 1257 | Berke Khan |

| Personendaten    | Personendaten             |
| ---------------- | ------------------------- |
| NAME             | Ulaqchi Khan              |
| ALTERNATIVNAMEN  | Ulaqchi das Kind, Olagchi |
| KURZBESCHREIBUNG | Khan der Blauen Horde     |
| GEBURTSDATUM     | 1247                      |
| STERBEDATUM      | 1257                      |